# Torquotient
Der Torquotient (auch Torverhältnis, Torquote oder Divisionsverfahren) ist ein Verfahren zur Berechnung von Ranglistenpositionen im Sport. Er wird in verschiedenen Sportarten zur Bestimmung von Tabellenrängen bei Punktgleichheit eingesetzt, so unter anderem im Hockey. Im Fußball und Eishockey wurde der Torquotient in den meisten Wettbewerben durch die Tordifferenz (auch Subtraktionsverfahren genannt) abgelöst.

## Berechnung
Zur Bildung des Torquotienten werden die erzielten Tore einer Mannschaft durch die Zahl der Gegentore dividiert. Der somit errechnete Quotient entscheidet bei Punktgleichheit zweier Mannschaften über deren Platzierung, wobei der höhere Torquotient ausschlaggebend ist. Mitunter kann eine Berechnung anhand des Torquotienten sich von der in vielen Sportarten verbreiteten Berechnung mit der Tordifferenz unterscheiden. Bei der Tordifferenz ist die höhere Differenz zwischen erzielten Toren und erhaltenen Gegentoren ausschlaggebend. Als Beispiel:
| Mannschaft A erzielte 6 Tore und erhielt 2 Gegentore. |                         |
| Torquotient:                                          | Tordifferenz:           |
| {\displaystyle {\frac {6}{2}}=3}                      | {\displaystyle 6-2=4\,} |

| Mannschaft B erzielte 12 Tore und erhielt 6 Gegentore. |                          |
| Torquotient:                                           | Tordifferenz:            |
| {\displaystyle {\frac {12}{6}}=2}                      | {\displaystyle 12-6=6\,} |

Nach dem Torquotient schneidet Mannschaft A (3 gegen 2) besser ab, nach der Tordifferenz Mannschaft B (6 gegen 4).

## Probleme

### 0 Gegentore
Da die Division durch 0 nicht definiert ist, wird hier ein Torquotient von ∞ (unendlich) angenommen, außer im Fall 0:0, der als Torquotient 1 definiert wird.

### Fehlende Monotonie
Ein gravierenderer Nachteil des Torquotienten ist die fehlende Monotonie: Liegt Mannschaft A vor Mannschaft B und erzielen beide in ihrem nächsten Spiel das gleiche Ergebnis, so würde man erwarten, dass die Rangfolge der Mannschaften unverändert bleibt. Beim Torquotienten ist dies jedoch nicht gewährleistet. Angenommen, bei gleichem Punktverhältnis führt A mit 3:1 Toren (3,0) vor B mit 5:2 Toren (2,5). Nun spielen beide Mannschaften gegeneinander, das Spiel endet 2:2. Dann führt plötzlich B mit 7:4 (1,75) vor A mit 5:3 Toren (1,67). Bei der Tordifferenz kann dieser Effekt hingegen nicht auftreten, hier ist also Monotonie gewährleistet.

## Verbreitung
Im Fußball hat der Torquotient an Bedeutung verloren, nachdem seit den 1960er Jahren in fast allen Wettbewerben die Berechnung nach Tordifferenz durchgeführt wird. Dies ist vor allem in dem Interesse an vielen Toren begründet. So haben Gegentore bei der Berechnung des Torquotienten ein weitaus höheres Gewicht als bei der Tordifferenz. In den Ligen des DFB und ÖFB wurde durch eine Änderung der Spielordnung in der Fußball-Bundesliga 1969/70 bzw. Nationalliga 1969/70 die Tordifferenz eingeführt. In der französischen Division 1 geschah dies bereits in der Spielzeit 1964/65. In Italiens Fußball wurde traditionell die Tordifferenz vorgezogen, nur zwischen 1938 und 1942 berechnete man die Ergebnisse nach dem Torquotienten.
In vielen Ligen, darunter die Fußball-Bundesliga, ist heute die Anzahl der geschossenen Tore entscheidend, falls zwei Mannschaften die gleiche Punktzahl und die gleiche Tordifferenz haben. Dies bedeutet, dass bei positiver Tordiffenz die Mannschaft mit dem schlechteren Torquotienten, bei negativer Tordiffenz die Mannschaft mit dem besseren Torquotienten besser platziert ist.
Beim Wasserballturnier der Olympischen Sommerspiele 1936 wurde die Goldmedaille anhand des Torquotienten vergeben. Sie ging somit an Ungarn, obwohl Deutschland bei Punktgleichheit die bessere Tordifferenz hatte.
Beim Eishockeyturnier der Olympischen Winterspiele 1976 in Innsbruck holte Deutschland dank der Regelung mit dem Torquotienten die Bronzemedaille. In den direkten Vergleichen gegen die punktgleichen Mannschaften aus Finnland und den USA hatte jede Mannschaft 2 Punkte, das Torverhältnis von Deutschland war 7:6, von Finnland 9:8 und von den USA 6:8. Der deutsche Torquotient (1,167) war geringfügig höher als derjenige der Finnen (1,125); bei einer Regelung mit Tordifferenz und mehr geschossenen Toren hätte Finnland die Medaille gewonnen.